# Oskar (Zeichner)

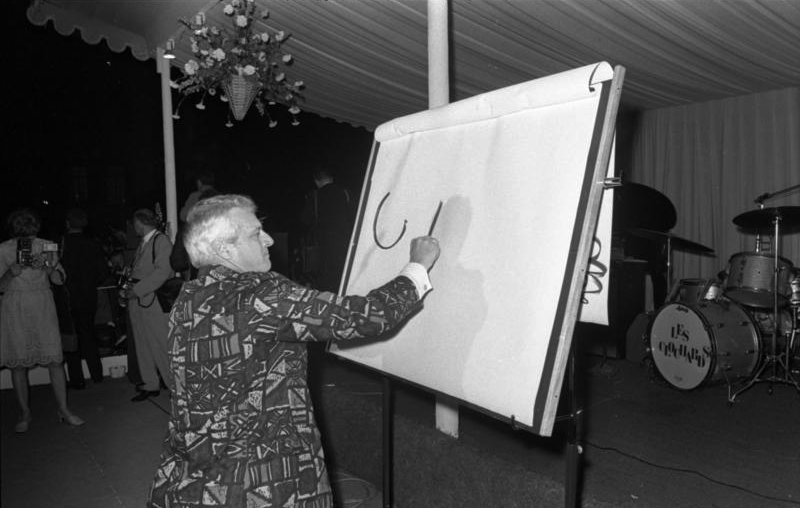
Oskar zeichnet auf dem Sommerfest des Bundeskanzleramtes, 1970

Oskar, bürgerlich Hans Bierbrauer (* 24. Februar 1922 in Berlin-Gesundbrunnen; † 3. Juli 2006 in Eutin), war ein deutscher Zeichner, Karikaturist und Maler.

## Leben
Bierbrauer wurde als Sohn einer Arbeiterfamilie geboren. Er absolvierte eine Ausbildung zum Lithografen und besuchte daneben das Abendgymnasium. Er begann ein Studium an der Hochschule für Bildende Künste in Berlin, das er durch seine Einberufung während des Zweiten Weltkriegs unterbrechen musste, aber anschließend in Berlin fortsetzte. Im Februar 1945 heiratete er Annemarie Krug, mit der er eine Tochter hatte.
Während der Berlin-Blockade 1948 begann Hans Bierbrauer politische Karikaturen für verschiedene Berliner Tageszeitungen zu zeichnen. Die Berliner mochten seine Karikaturen und fanden sie „frech wie Oskar“. Durch diese Redensart entstand Bierbrauers Künstlername Oskar.
Ab 1951 arbeitete er als politischer Karikaturist für den Berliner Anzeiger und die Berliner Morgenpost. Die Morgenpost veröffentlichte bis 1988 täglich eine Oskar-Karikatur. Insgesamt zeichnete Hans Bierbrauer über 18.000 Karikaturen für die Tagespresse.

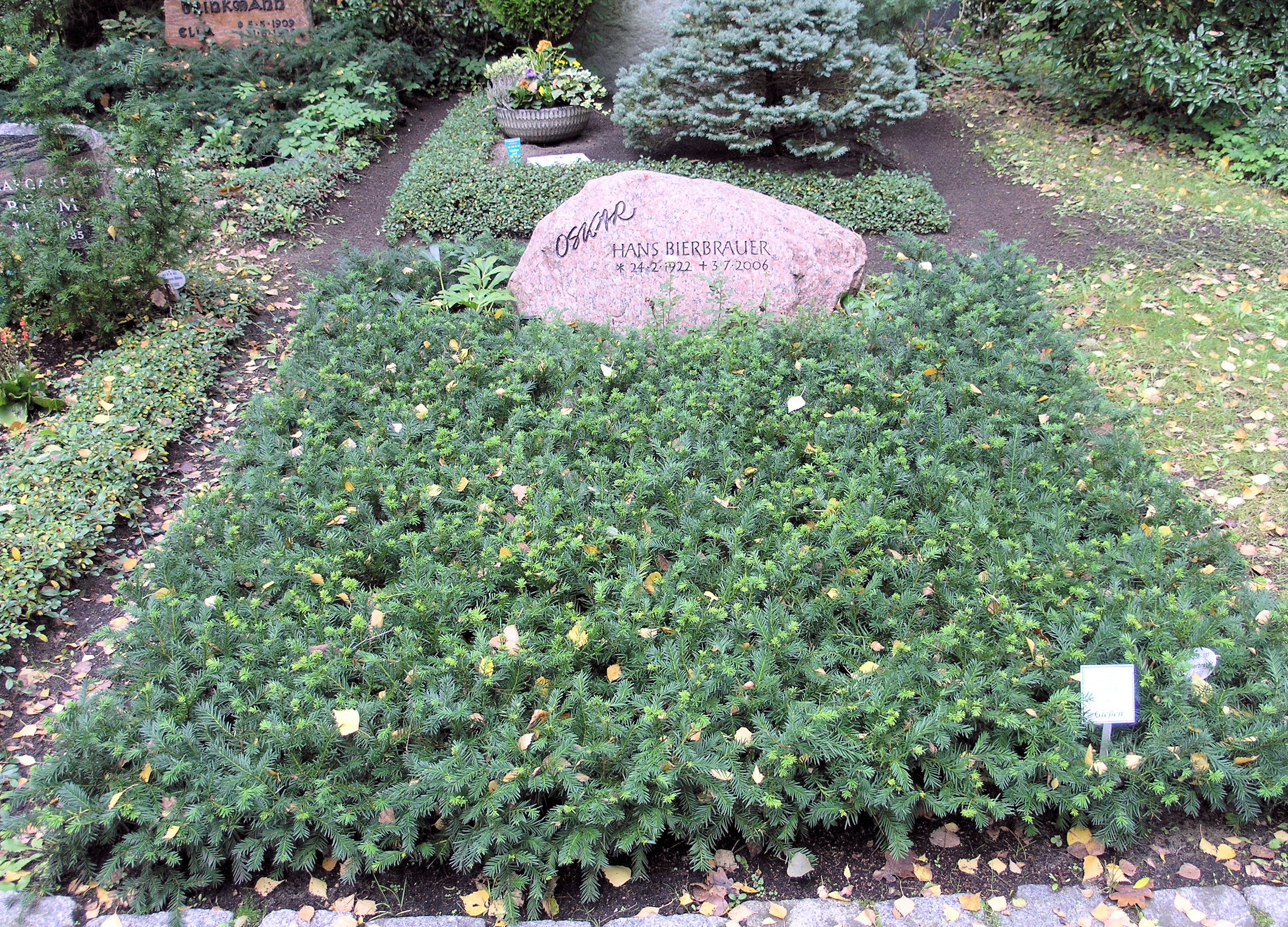
Grab Oskars auf dem Waldfriedhof Zehlendorf

Im Jahr 1952 trat er erstmals im Fernsehen auf, zunächst beim Nordwestdeutschen Rundfunk (unter anderem in der Aktuellen Schaubude und als „Meinungspinsel“), später beim neuentstandenen Sender Freies Berlin (Berliner Abendschau).
Bundesweit bekannt wurde Hans Bierbrauer ab 1971 durch seine Auftritte als Schnellzeichner in Hans Rosenthals Fernsehshow Dalli Dalli, bei der er ausgehend von einer Zahl ein Bildrätsel oder im Profil mittels eines projizierten Schattenrisses innerhalb einer Minute eine Karikatur eines Kandidaten anfertigte.
Hans Bierbrauer, der bis zu seinem Tod alle bisherigen Bundeskanzler der Bundesrepublik gezeichnet hatte, lebte in Schleswig-Holstein und Berlin. Im Dorf Lebatz (Kreis Ostholstein) hatte er seinen Zweitwohnsitz in einer Reetdachkate. Am Dorfleben  nahm er beispielsweise teil, indem er jährlich den Volksschützenkönig porträtierte oder Aktionen der Einwohner mit Zeichnungen für Plakate unterstützte. In den letzten Jahren widmete er sich wieder mehr der Öl- und Aquarellmalerei.
Hans Bierbrauer wurde 1980 mit dem Bundesverdienstkreuz am Bande und im Jahr 1997 mit dem Verdienstkreuz Erster Klasse ausgezeichnet.
Er war Mitglied der Olaf-Gulbransson-Gesellschaft und der Heinrich-Heine-Gesellschaft.
Bierbrauer wurde auf dem Waldfriedhof Zehlendorf in Berlin-Nikolassee beigesetzt.